# Ji Xianlin

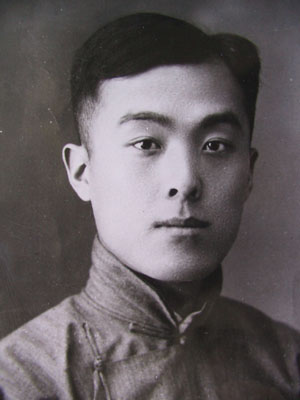
Ji Xianlin im Jahr 1934

Ji Xianlin (chinesisch: 季羡林; * 6. August 1911 in Linqing; † 11. Juli 2009 in Peking) war ein chinesischer Linguist, Paläograph, Indologe und Historiker.

## Leben
Ji Xianlin begann 1930 ein Studium westlicher Literatur an der Tsinghua-Universität und kam dort zum ersten Mal mit Sanskrit in Berührung. Von 1935 bis 1945 studierte er an der Georg-August-Universität Göttingen bei Ernst Waldschmidt und Emil Sieg Sanskrit und Tocharisch, außerdem besuchte er Vorlesungen anderer Geisteswissenschaften. Er wurde an der Universität Göttingen 1941 in seinem Hauptfach Sanskrit promoviert.
Nach seinem Studien- und Forschungsaufenthalt in Deutschland ging er zurück nach China, wo er in Peking eine Professur an der Peking-Universität verliehen bekam. Er baute dort die Fakultät für asiatische Sprachwissenschaften auf. 1956 folgte die Ernennung zum Leiter des Südasien-Instituts der Chinesischen Akademie für Gesellschaftswissenschaften.

## Werk
Ji Xianlin gilt als einer der bedeutendsten Indologen Chinas und wurde für seine Arbeit 2008 mit dem Padma-Bhushan-Preis der indischen Regierung ausgezeichnet.

## Schriften
- Ji Xianlin: 10 Jahre in Deutschland. Verlag für fremdsprachige Literatur, 2009, ISBN 978-3-941875-08-1 (pdf-Volltext – chinesisch: 留德十年. Übersetzt von Li Kuiliu (李逵六), Roswitha Brinkmann, Liu Daoqian (刘道前)).